# Coronel Arturo Bray
Coronel Arturo Bray (también conocido como Kilómetro 134 o Cruce Coronel Bray) es una pequeña localidad paraguaya del Departamento de Presidente Hayes ubicada en el kilómetro 131 de la ruta PY09 "Transchaco", a unos 134 km de Asunción.

Ruta PY09 a su paso por Coronel Arturo Bray.

La localidad actualmente posee unos 200 habitantes y administrativamente forma parte del distrito de Benjamín Aceval, ubicado a unos 90 km de distancia.
En la localidad existe un desvío de tierra de unos 92 km mantenido por las estancias de la zona que llega hasta Puerto Teniente Fariña, a orillas del Río Paraguay, en frente de Villa del Rosario, Departamento de San Pedro.

## Toponimia
Su nombre es en homenaje al coronel Arturo Bray Riquelme (1898 - 1964), destacado militar, escritor y periodista paraguayo, que combatió en la Primera Guerra Mundial (1914 - 1918) y en la guerra del Chaco (1932 - 1935). Luego de la guerra dejó valioso testimonio escrito al respecto en sus memorias.
El nombre Kilometro 134 hace referencia a la distancia que hay desde la localidad hasta la ciudad de Asunción, capital del Paraguay.

## Geografía
Coronel Arturo Bray se ubica en el kilómetro 131 de la ruta PY09, en el cruce que va a Puerto Teniente Fariña. Al noroeste y norte limita con Pa'i Puku, al noreste con Teniente Coronel Cabral, al este con Puerto Teniente Fariña, al sureste con Puerto Villa Rey, al sur con Benjamín Aceval, al suroeste con Cabo Olivorio Talavera y al oeste con Cadete Pastor Pando, respectivamente.
| Noroeste: Pa'i Puku              | Norte: Pa'i Puku     | Nordeste: Teniente Coronel Cabral |
| Oeste: Cadete Pastor Pando       |                      | Este: Puerto Teniente Fariña      |
| Suroeste: Cabo Olivorio Talavera | Sur: Benjamín Aceval | Sureste: Villa Rey                |

## Economía
La mayoría de sus habitantes se dedican a actividades relacionadas con la ganadería, la agricultura, los servicios y el comercio minorista.

Comercio minorista en Coronel Arturo Bray.

Laguna en una estancia de Coronel Arturo Bray.

## Infraestructura
La localidad cuenta con una única institución educativa que es la Escuela Básica N° 5862 Samu'ũ.
También cuenta con algunas empresas privadas, que se dedican a satisfacer las necesidades de los pobladores y viajeros de la zona. Entre ellas: estancias agroganaderas, despensas, talleres mecánicos, gasolineras, mueblerías y otros comercios minoristas.